# Magnolia longipedunculata
Magnolia longipedunculata là một loài thực vật có hoa trong họ Magnoliaceae. Loài này được (Q.W.Zeng & Y.W.Law) V.S.Kumar mô tả khoa học đầu tiên năm 2006.